# Ralph Cudworth

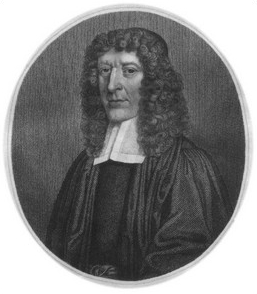
Ralph Cudworth op een gravure van George Deugd, 1684

Ralph Cudworth (Aller (Somerset), 1617 - Cambridge, 26 juni 1688) was een Brits filosoof en theoloog die behoorde tot de Platonisten van Cambridge. In 1678 introduceerde hij het begrip hylozoïsme in de Engelse taal. 
Cudworth werd opgeleid aan het Emmanuel College aan de Universiteit van Cambridge, en kreeg daar in 1639 een vaste aanstelling. In 1645 werd hij hoogleraar Hebreeuws aan het Clare College in Cambridge, en van 1654 tot zijn dood was hij hoogleraar aan het Christ's College in Cambridge. 
In 1679 publiceerde hij zijn hoofdwerk The True Intellectual System of the Universe. In zijn tijd was hij een van de voormannen van de Platonisten van Cambridge en een vooraanstaand opponent van Thomas Hobbes.